# James Lankford
James Paul Lankford (født 4. marts 1968 i Dallas) er en amerikansk republikansk politiker. Han er medlem af USA's senat valgt i Oklahoma siden 2015 Han var medlem af Repræsentanternes Hus i perioden 2011–2015.